# Шандор Замбо
Шандор Замбо (мађ. Zámbó Sándor; Ујпешт, 10. октобар 1944) је бивши мађарски фудбалер. Целу своју професионалну каријеру провео је у Ујпешт Дожи од 1963. до 1980. године.
За репрезентацију Мађарске је одиграо 33 утакмице и постигао је 3 гола, а најпознатији је по учешћу у мађарској репрезентацији УЕФА Еуро 1972.
Замбо је са Ујпештом освојио 9 титула шампиона Мађарске и играо је у финалу Купа сајамских градова 1969. године.

## Остварења

### Клуб
Ујпешт
- НБ I:
  - шампион: 1969, 1970, |1970/71., |1971/72., |1972/73., |1973/74., |1974/75., |1977/78., |1978/79.
- Куп Мађарске у фудбалу: 
  - победник: 1969., 1970., 1975.

Репрезентација
- Европско првенство у фудбалу
  - четврто место:1972.